# Wychylówka (Piątkowiec)
Wychylówka – część wsi Piątkowiec w Polsce, położona w województwie podkarpackim, w powiecie mieleckim, w gminie Wadowice Górne.
W latach 1975–1998 Wychylówka należała administracyjnie do województwa tarnowskiego.